# Xavier Bustamante Ruiz
Xavier Bustamante Ruiz (Guayaquil, Ecuador, 4 de junio de 1977-7 de mayo de 2023) fue un periodista, redactor, guionista y director de cine ecuatoriano.

## Primeros Años
Xavier Antonio Bustamante Ruiz nació en Guayaquil, Ecuador, el 4 de junio de 1977. Desde temprana edad se sintió atraído por el cine, sobre todo por thrillers psicológicos, cuando vio por primera vez Die hard de 1988, con Bruce Willis, empezó a escribir historias y guiones en su adolescencia, sintiéndose motivado por el apoyo de madre, decidió estudiar cine, pero al ser una carrera muy cara en el Ecuador, terminó estudiando periodismo, lo que lo llevó a interesarse en la crónica roja.

## Carrera Periodística
Bustamante trabajó en el periodismo como redactor multimedia del diario El Universo y como reportero de crónica roja para Canal Uno.
Como periodista y reportero de noticias de Canal Uno, en junio de 2016, fue víctima de intimidación por parte de supuestos miembros de la Comisión de Tránsito del Ecuador, debido a los reportajes de investigación sobre corrupción dentro de la institución con coimas solicitadas a los agentes de tránsito por cada operativo por parte de sus superiores.

## Carrera Cinematográfica
Se especializó en la producción de documentales y cortometrajes, lo que lo llevó a ser profesor de Producción de Cine en la Universidad Estatal de Milagro, y realizó un sinnúmero de cortometrajes del género noir, de crimen y acción, entre los que se encuentra El beso de Judas y Consumación.
Dirigió y escribió el guion de la película Entre sombras: averno, un thriller de acción y suspenso que para su realización, investigó obras de psicología criminal, además de su experiencia como reportero de crónica roja y tener influencias en las historias de personajes oscuros de autores como Edgar Allan Poe. El primer borrador del guion lo realizó en 2007. Ya en noviembre de 2011, comenzó a poner en marcha el proyecto con el actor Juan Pablo Asanza, con el que realizó un teaser, con los actores Marlon Pantaleón y Daniela Vallejo, bajo la dirección de fotografía de Fabián Rodríguez y Lenin Vargas como sonidista. Con este material participaron en el Concejo Nacional de Cine, sin conseguir la subvención.
En 2015 conformó un equipo para la realización definitiva de la película “Entre sombras: averno”, bajo un concepto que denominó como cine cooperativa, en el que consiste en cooperar todo el equipo de actores y de la producción, y siendo accionistas del largometraje, con Juan Pablo Asanza como protagonista, y Carlos Valencia, Marlon Pantaleón, Daniela Vallejo, Montse Serra, Henry Layana, David Saavedra, Aníbal Páez, entre otros, como parte del elenco, Joel Campos como director de sonido y Fabián Rodríguez como director de fotografía. El filme fue finalmente estrenado en 2016. Ganó el premio La Iguana Dorada a Mejor Película Guayaquileña del Festival Internacional de Cine de Guayaquil.

## Fallecimiento
Falleció el domingo 7 de mayo de 2023 y fue enterrado en el Cementerio Municipal de Pascuales.

## Filmografía
- El beso de Judas
- Consumación
- Entre sombras: averno